# Picaro
Picaro (von spanisch pícaro, daher auch im Deutschen mit Betonung auf der ersten Silbe) ist ein Begriff aus dem Spanischen und bedeutet etwa „Spitzbube“ oder „Gauner“. Im 17. Jahrhundert wurde das spanische Wort pícaro auch mit Landstörzer übersetzt (daneben gab es die Schreibweise Landstörtzer), wobei ein Landstörzer eher einem Landstreicher entspricht.
Um die Figur des pícaro kreist in der spanischen Literatur eine ganze Romangattung, die novela picaresca, die Ableger auch in anderen europäischen Ländern hervorgebracht hat. Im Deutschen wurden dafür die Bezeichnungen Pikaroroman oder auch Schelmenroman üblich, wobei zu berücksichtigen ist, dass das Wort Schelm früher wie pícaro in einem negativen Sinn verstanden wurde.